# نبيل مزاري
نبيل مزاري (مواليد 18 فبراير 1984 في تيزي وزو) لاعب كرة قدم جزائري. يلعب حاليا كحارس مرمى لشبيبة القبائل في الرابطة الجزائرية المحترفة الأولى.
- 2003-. شبيبة القبائل الجزائر

- فاز بالدوري الجزائري ثلاث مرات مع شبيبة القبائل أعوام 2004 و 2006 و 2008

## روابط خارجية
- نبيل مزاري على موقع قاعدة بيانات كرة القدم.إي يو (الإنجليزية)